# Piotr Azarow
Piotr Łukjanowicz Azarow (ros. Пётр Лукьянович Азаров, ur. 14 sierpnia 1922 we wsi Zinowino obecnie w rejonie ugranskim w obwodzie smoleńskim, zm. 29 listopada 1954 we wsi Ustjanka w rejonie burlińskim w Kraju Ałtajskim) – radziecki lotnik wojskowy, Bohater Związku Radzieckiego (1945).

## Życiorys
Urodził się w rodzinie chłopskiej. Od 1930 mieszkał z rodziną w Moskwie, gdzie skończył szkołę uniwersytetu fabryczno-zawodowego, później pracował jako ślusarz mechanik w fabryce i ukończył aeroklub. Od 1940 służył w Armii Czerwonej, w 1942 ukończył wojskową lotniczą szkołę pilotów w Engelsie i w listopadzie 1942 został skierowany na front. Brał udział w obronie Donbasu, później w walkach o Krym i w walkach na terytorium Białorusi, Litwy i Prus Wschodnich. Do marca 1945 jako starszy lotnik 134 gwardyjskiego pułku lotnictwa bombowego 6 Gwardyjskiej Dywizji Lotnictwa Bombowego 1 Armii Powietrznej 3 Frontu Białoruskiego w stopniu porucznika wykonał 158 lotów bojowych, w tym 133 zwiadowcze; otrzymał za to tytuł Bohatera Związku Radzieckiego. W 1949 został zwolniony do rezerwy, pracował jako szofer w Moskwie, w 1954 przeniósł się do Kraju Ałtajskiego, gdzie wkrótce ciężko zachorował i zmarł.

## Odznaczenia
- Złota Gwiazda Bohatera Związku Radzieckiego (19 kwietnia 1945)
- Order Lenina (19 kwietnia 1945)
- Order Czerwonej Gwiazdy (dwukrotnie, 2 sierpnia 1943 i 13 października 1943)

I medale.